# Bob Onder
Robert Frank Onder Jr. dit Bob Onder, né le 6 janvier 1962 à Saint-Louis, est un médecin et homme politique américain, élu républicain du Missouri à la Chambre des représentants des États-Unis depuis 2025.